# Клементс, Джонатан
Джо́натан Кле́ментс (англ. Jonathan Clements, род. 9 июля 1971 г.) — английский писатель и сценарист, автор биографических книг о Конфуции, Коксинге и Цине Шихуанди, автор книг и статей об аниме (японской анимации) и манге (японских комиксах), колумнист ежемесячного журнала Neo.
Клементс разговаривает на китайском и на японском языках, и многие его работы посвящены Восточной Азии. Получил магистерскую степень в 1995 году в Стерлингском университете, защитив диссертацию по теме экспорта манги и аниме. Перевел более чем 70 аниме и манг для британских дистрибьюторов, работал директором дубляжа и актером озвучивания. Клементс проработал два года в Titan Books в Лондоне как редактор журнала Manga Max. В 2000 году получил премию Japan Festival Award за выдающийся вклад в «понимание японской культуры», в частности, за работу над Manga Max.
Клементс уехал, чтобы работать сценаристом в неудавшемся проекте фильма по мотивам Astro Boy, и написал несколько серий Halcyon Sun для Kuju Entertainment, прежде чем переключился на написание и перевод телепрограмм, таких как Japanorama (BBC Three), Saiko Exciting (Sci-Fi Channel) и Godzilla: King of the Monsters (BBC Two). Научно-популярный фильм о Коксинге Koxinga: A Hero’s Legacy (National Geographic Channel) во многом основан на книге Клементса.

## Книги
- The Moon in the Pines (2000)
- Энциклопедия аниме: Японская анимация с 1917 года / The Anime Encyclopedia: A Guide to Japanese Animation Since 1917 (2001, в соавторстве с Хелен Маккарти)
- Энциклопедия дорамы / The Dorama Encyclopedia: A Guide to Japanese TV Drama Since 1953 (2003)
- Король пиратов: Коксинга и падение империи Мин / The Pirate King: Coxinga and the Fall of the Ming Dynasty (2004)
- Конфуций: Биография / Confucius: A Biography (2004)
- Краткая история викингов / A Brief History of the Vikings (2005)
- Цинь Шихуанди: Первый император Китая / Qin Shihuangdi|The First Emperor of China (2006)
- Мао / Mao (2006)
- У / Wu (2007)
- Марко Поло / Marco Polo (2007)
- Пекин: Биография города / Beijing: The Biography of a City (2008)
- Создатели современного мира: Принц Сайондзи / Makers of the Modern World: Saionji Kinmochi|Prince Saionji (2008)
- Создатели современного мира: Веллингтон Ку / Makers of the Modern World: Wellington Koo (2008)
- Schoolgirl Milky Crisis: Adventures in the Anime and Manga Trade (2009)
- Маннергейм: Президент, солдат и шпион / Mannerheim: President, Soldier, Spy (2009)
- Краткая история самурайства / A Brief History of the Samurai (2010)
- Адмирал Того: Нельсон Востока / Admiral Togo: Nelson of the East (2010)
- Christ's Samurai: The True Story of the Shimabara Rebellion (2016)